# Cylindrotheristus xyaliformis
Cylindrotheristus xyaliformis är en rundmaskart som först beskrevs av Christian Wieser och Stephen Donald Hopper 1967.  Cylindrotheristus xyaliformis ingår i släktet Cylindrotheristus och familjen Monhysteridae. Inga underarter finns listade i Catalogue of Life.